# John Roycroft

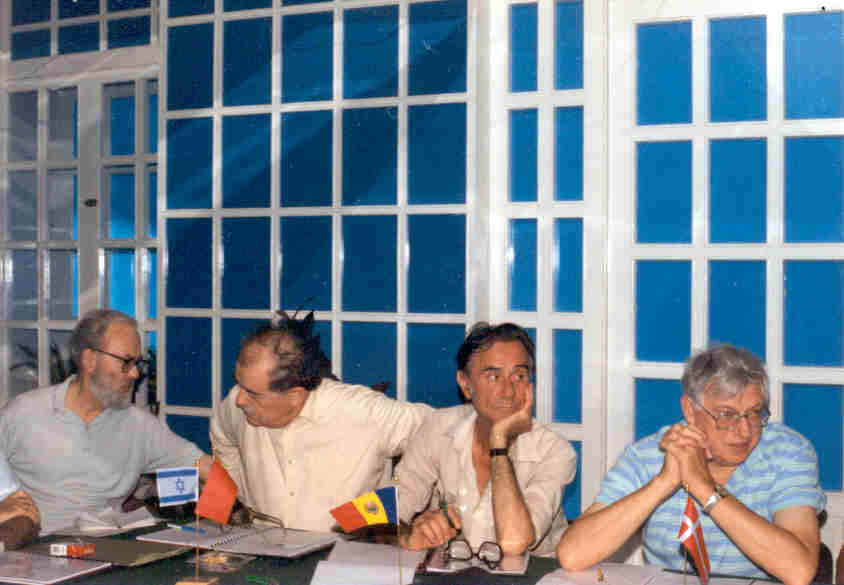
John Roycroft, Gia Nadareischwili, Virgil Nestorescu und Jan Mortensen
(v. l. n. r.) auf der PCCC-Tagung 1990 in Benidorm (Spanien)

Arthur John Roycroft (* 15. Juli 1929 in Alperton, England) ist ein englischer Schachspieler, -autor und Studienkomponist.
Roycroft war bis zu seiner Pension 26 Jahre lang in der Firma IBM in England angestellt und schloss sich danach der Gruppe Machine Intelligence von Donald Michie an der Universität Edinburgh an.
Seit 1950 komponierte er über 40 Studien, inspiriert durch Zusammenkünfte mit Harold Lommer und Hugh Blandford. Drei davon gelangten in die FIDE-Alben. Angeregt durch den Lösewettbewerb für Endspielstudien in der wöchentlichen Schachspalte des New Statesman und einigen Radiosendungen über Endspielstudien bei der BBC formierte sich um ihn eine lose Interessengemeinschaft, die zur Gründung von The Chess Endgame Study Circle führte. Ab Juli 1964 erschien deren Quartalsblatt EG, dessen Redakteur und Herausgeber er wurde.
Roycrofts Verdienste liegen weniger in seinen Kompositionen, als vielmehr in der umfassenden Popularisierung der Schachstudie. 1959 wurde er Internationaler Schiedsrichter für Schachkompositionen (Studien). In den 1970er Jahren setzte er einen relativen Schlusspunkt bei der Weiterentwicklung des GBR-Codes. Roycroft ist Gründungsmitglied der Unterkommission für Studien bei der PCCC, die auf eine Initiative von Gia Nadareischwili gebildet wurde und deren langjähriger Sprecher er war.
Einzigartig ist sein Buch Test Tube Chess (überarbeitet als The Chess Endgame Study, 1981).
Im Kapitel "Cook Hunter: Friend or Fiend with Microscope" wird überzeugend und anschaulich die Dialektik der Tätigkeiten zwischen Komponist und Löser, zwischen Synthese und Analyse in der Schachkomposition geschildert.
Weniger bekannt ist sein Anteil bei der Entwicklung der 5-Figuren-Endspieldatenbanken gemeinsam mit Ken Thompson, dessen fachlicher Berater er war. Auf einem Schachkurs 1988 an der TU Dresden berichtete er darüber in Wort und Bild. Lange bevor die Zeit reif war zur Weitergabe dieser Ergebnisse auf CD, versuchte Roycroft, einige der von beiden gewonnenen neuen Erkenntnisse im Damenendspiel als Broschüren zu publizieren. Von den 38 geplanten Ausgaben der Roycroft’s 5-man Chess Endgame Series erschienen jedoch nur drei. Das Projekt fand zu wenig Absatz und war finanziell ein Flop.
Beim Weltkongress der Schachkomposition (WCCC) 2016 wurde Roycroft von der WFCC der Titel des Honorary Master of the FIDE for Chess Compositions verliehen.

## Werke (Auswahl)
Schach:
- John Roycroft: Test Tube Chess, Faber and Faber Limited, 1972, ISBN 0-571-09573-9.
- John Roycroft: Queen and Pawn on a2 against Queen, Chess Endgame Consultants and Publishers, April 1986, ISBN 1-869874-00-5.
- John Roycroft: Queen and Pawn on a6 against Queen, Chess Endgame Consultants and Publishers, Mai 1986, ISBN 1-869874-05-6.
- John Roycroft: Queen and Pawn on b7 against Queen, Chess Endgame Consultants and Publishers, Juni 1986, ISBN 1-869874-10-2.
- John Roycroft: Richard Guy’s Chess Endgame Studies. Prime Actions, Kenneth Solja, Helsinki, 1996. ISBN 951-96771-3-5.
- John Roycroft (Hrsg.): Hugh Blandford: Published Works & Notebooks. Russell Enterprises. 1998, ISBN 1-888690-03-8.

Fiktion:
- John Roycroft: War on the Drakensberg. New Generation Publishing, 2015. ISBN 1785074490.